# ヴィミナーレ宮殿
ヴィミナーレ宮殿 (Palazzo del Viminale)。ローマの歴史的な宮殿で、1925年にイタリア共和国内務省が置かれた。

## 歴史
宮殿は、イタリアの行政権の中枢としてジョヴァンニ・ジョリッティ（この時代、首相と内務大臣は一人の人物が兼ねていた）が欲し、1961年からは内務省だけとなった。